# Gare de Sant Adrià de Besòs
La gare de Sant Adrià de Besòs (en catalan : estació de Sant Adrià de Besòs) est une gare ferroviaire espagnole de la ligne de Barcelone à Maçanet-Massanes. Elle est située sur le territoire de la commune de Sant Adrià de Besòs, dans la comarque du Barcelonès, en Catalogne.
C'est une gare de l'Administrador de infraestructuras ferroviarias (ADIF), desservie par les trains des lignes R1 et RG1 de Rodalies de Catalunya exploités par la Renfe.

## Situation ferroviaire
Établie à 5 mètres d'altitude, la gare de Sant Adrià de Besòs est située sur la ligne de Barcelone à Maçanet-Massanes, entre les gares de Barcelone-França et de Badalone.

## Histoire
Cette gare de la ligne de Mataró a été construite bien des années après l’arrivée du chemin de fer. La ligne de chemin de fer Barcelone - Mataró est entré en service le 28 octobre 1848, ce fut la première ligne de chemin de fer de la péninsule ibérique.  À Barcelone, le terminal a été construit entre la Barceloneta et Ciutadella, près d'El Torín (ca), au début de l'avenue du Cimetière , qui sera ultérieurement remplacée par la gare de les Rodalies (ca). Miquel Biada i Bunyol a été chargé de la construction de l’initiative ferroviaire afin de concrétiser les multiples relations commerciales nouées entre Mataró et Barcelone.  
Le 8 mai 2004, la ligne T4 de Trambesòs est arrivée à Sant Adrià de Besòs, le tramway se termine devant la gare. Et le 15 juin 2008, la ligne T6 a également son terminus dans cette station. 
En 2016, la fréquentation annuelle de la gare s'élevait à 1 125 000 passagers. 

## Service des voyageurs

### Desserte
La gare est desservie par les lignes R1 et RG1 de Rodalies de Catalunya.

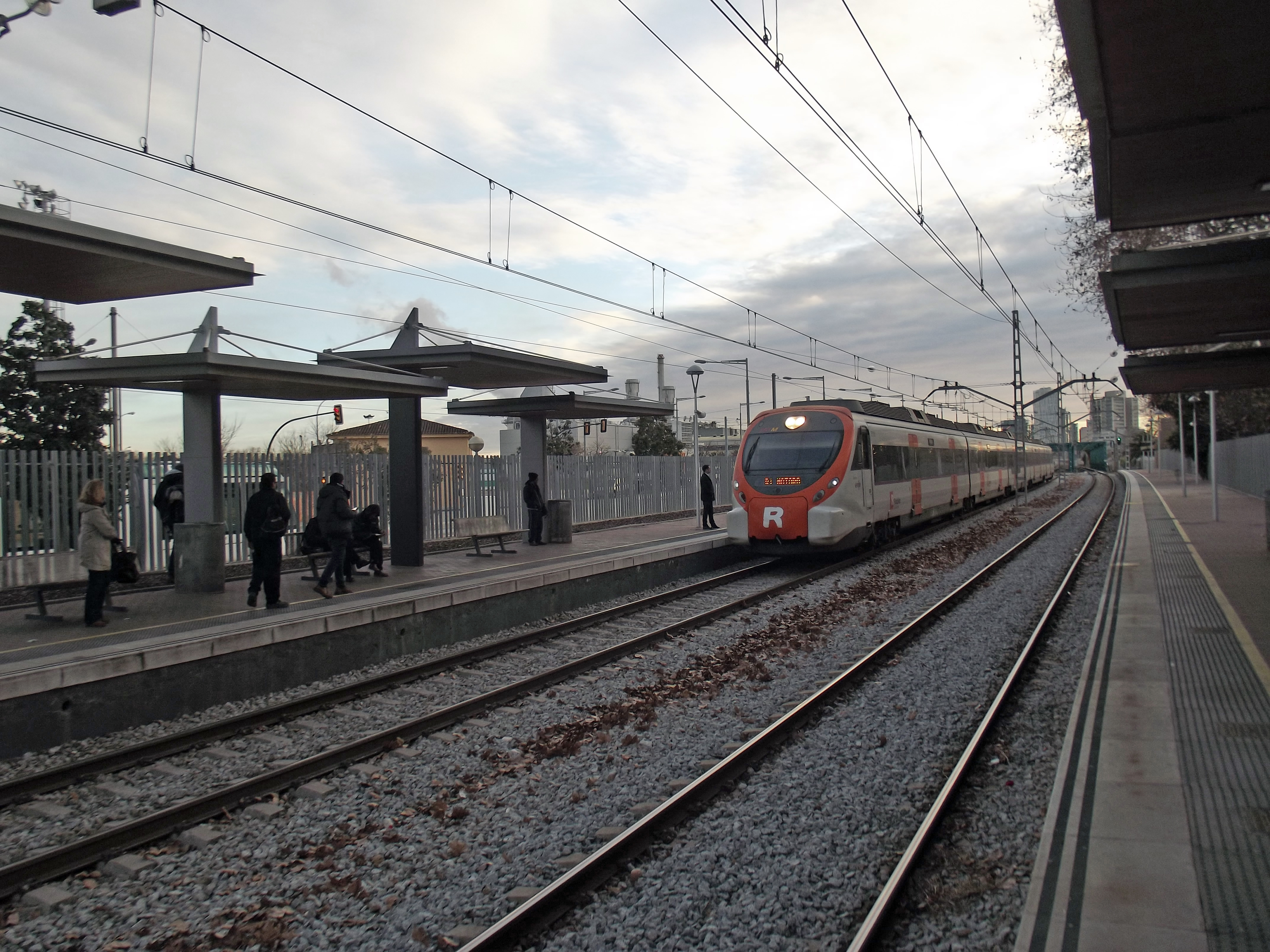
Les voies et quais de la gare en 2014.

### Intermodalité
La station est en correspondance avec la station de tramway, desservie par la ligne T4 (Ciutadella - Vila Olímpica - Sant Adrià) et la ligne T6 (Glòries - Sant Adrià)